# Ват
 Тази статия е за единицата за мощност.  За латинската буква вижте W (латиница).  
Ват (означава се със символа W) е мерната единица за измерване на мощност в Международната система единици (SI). Мощността по дефиниция е отношението на извършената работа към времето за нейното извършване. Тъй като във физиката работа и енергия са практически тъждествени, на мощността може да се гледа като на скоростта на промяна на енергията с времето.
Мощността е един ват, когато за една секунда (s) се пренася един джаул (J) енергия (или дадена сила извършва работа един джаул). Един ват в електричеството също така е равен на един волт при електрически ток един ампер (1 W = 1 V · A):
{\displaystyle W={\frac {J}{s}}={\frac {N\cdot m}{s}}={\frac {kg\cdot m^{2}}{s^{3}}}=VA}
Единицата „ват“ е наречена на името на Джеймс Уат (1736 – 1819), шотландски учен и инженер, заради приноса му към развитието на парната машина. Името е прието от Втория конгрес на Британската асоциация за развитие на науката през 1889 г. Дотогава се използва единицата конска сила, въведена също от Уат. Единицата ват влиза като стандартна единица в SI на 11-ата Генерална конференция по мерки и теглилки през 1960 г. Една от основните характеристики на всеки електроуред е употребяваната мощност, затова в инструкциите към използването му винаги може да се намери информация за това колко вата са необходими за неговата правилна работа.
Широко използвана кратна единица е 1 kW = 1000 W. Все още се използва и конската сила, особено при двигателите с вътрешно горене. Тя е равна приблизително на 735 W (или точно 735,49875 W).
Формулата за мощност се дава с:
{\displaystyle P={\frac {F\cdot d}{t}}=\int F\cdot \mathrm {d} v={\frac {\mathrm {d} W}{\mathrm {d} t}}}
където F е силата (N), d – разстоянието (m), t – времето (s), v – скоростта (m/s) и W – работата (J).
Електрическата мощност се изчислява като:
{\displaystyle P(t)=U(t)\cdot I(t)}
където P (t) е мощността като функция на времето t, а U (t) и I (t) – съответно електрическият потенциал и токът.

## Някои интересни примери
В таблицата по-долу са дадени някои характерни стойности на мощности по реда на нарастване.
| Стойност    | Описание |
| ----------- | --- |
| 10−9 W      | Поток енергия с мощност примерно 1 nW пада на повърхността на земята на площ 1 m² от звезда с яркост +1,4 звездна величина. |
| 5×10−3 W    | Такава мощност имат обикновено лазерните показалки. |
| 1 W         | Примерна мощност на приемник/предавател на обикновен мобилен телефон. |
| 25 – 100 W  | Средна мощност на лампа с нажежаема жичка |
| 10³ W       | Неголям нагревател има мощност от порядъка на 1 kW. Средното потребление на енергия на едно домакинство в САЩ е примерно 8900 киловатчаса за година, което съответства на равномерно потребление на мощност 1 kW в течение на една година.                                                                       |
| 6×104 W     | Лек автомобил с двигател в 80 конски сили има мощност примерно равна на 60 kW. |
| 12×106 W    | Електрическият влак Eurostar има мощност около 12 MW. |
| 8,2×109 W   | Електростанцията в град Касивадзаки (Япония), най-голямата в света атомна електроцентрала, при най-големите натоварвания в пиковите часове изработва 8,212 GW електроенергия. |
| 2,24×1010 W | Най-голямата електростанция в света, Три клисури, намираща се в Китай, има проектна мощност от 22,4 GW. |
| 1012 W      | Средната мощност на една гръмотевица е примерно равна на 1 ТW. |
| 1,9×1012 W  | Общата мощност на употребената от човечеството електроенергия през 2007 г. се оценява на 1,95 ТW. |
| 174×1015 W  | Изхождайки от средния мощностен поток енергия на повърхността на Земята от 1,366 kW/m², общата мощност на потока енергия от слънчевото излъчване, падащо на Земята, е примерно равна на 174 PW. По този начин, ако Земята не излъчваше енергия в пространството, тя би станала по-тежка с 1,94 kg всяка секунда. |
| 3,86×1026 W | Пълната мощност на излъчване от Слънцето се оценява от учените на 386 YW, което е повече от два милиарда повече, отколкото мощността на излъчване, падаща на земята. С други думи, вследствие на термоядрените реакции в центъра на Слънцето, светилото ежесекундно губи маса от около 4 000 000 тона.           |

## Дробни и кратни единици
При практически изчисления, свързани с мощността, невинаги е удобно да се използва единицата ват. По принцип ват е малка величина. Понякога, когато измерваните мощности са особено големи или особено малки (на няколко порядъка), по-удобни се оказват единици, образувани със стандартните представки. Така например, при проектиране и разчет на радарни устройства или радиоприемници често се използват дробните единици pW и nW (пиковати и нановати), а при медицинските уреди (например в електроенцефалографията и електрокардиографията) се употребяват µW (микровати). В производството на електричество, а също така при проектирането на железопътни локомотиви и влакове се използват кратните на ват единици MW (мегавати) и GW (гигавати). В таблицата по-долу са дадени различни стойности, образувани чрез стандартните представки в SI.
| Стойност                                                                   | Символ                        | Име                                                                                 |  | Стойност                                                         | Символ                         | Име                                                                              |
| -------------------------------------------------------------------------- | ----------------------------- | ----------------------------------------------------------------------------------- |  | ---------------------------------------------------------------- | ------------------------------ | -------------------------------------------------------------------------------- |
| 10-1 W 10-2 W 10-3 W 10-6 W 10-9 W 10-12 W 10-15 W 10-18 W 10-21 W 10-24 W | dW cW mW µW nW pW fW aW zW yW | дециват сантиват миливат микроват нановат пиковат фемтоват атоват септоват йоктоват |  | 101 W 102 W 103 W 106 W 109 W 1012 W 1015 W 1018 W 1021 W 1024 W | daW hW kW MW GW TW PW EW ZW YW | декават хектоват киловат мегават гигават терават петават ексават сетават йотават |

## Връзка с други единици за измерване
Ватът е свързан с някои други единици за измерване по следния начин:
1 W = 107 erg/s (ерг за секунда)
1 W ≈ 0,102 kgf·m/s (килограм сила метър в секунда)
1 W ≈ 1,36×10−3 hp (конски сили)
1 W = 859,8452279 cal/h (калории в час)
1 cal/h = 1,163×10−3 W (100 kcal=116,3 W)

## Разлика между ват, ватчас и киловатчас
Много често във всекидневието термините за мощност и енергия се объркват едни с други. Трябва да се помни, че мощността е енергията, генерирана за единица време. Те имат различни мерни единици.
Така например, когато електрическа лампа от 100 W работи в продължение на един час, употребената от нея енергия е 100 W•h (ватчаса), 0,1 kW•h (киловатчаса, по-често означавано като kWh) или 360 kJ (килоджаула). Същата енергия би употребила електрическа крушка от 40 W в продължение на 2,5 часа, или крушка от 50 W за 2 часа. Мощността на дадена електростанция се изразява в мегаватове, докато произведена от нея енергия за дадено време се дава в мегаватчаса. 1 киловатчас (kWh) е равен на енергията, отдавана със средна мощност от 1 kW в продължение на 1 час (равна също така на 3,6 MJ).
Терминът W/h (ват за час) също често се употребява неправилно. Докато ват на (или за) час (W/h) съществува по принцип (като единица за скорост на промяна на мощността с времето), погрешно е да се смесва с ватчас (Wh).

## Електрически и топлинни ватове
В електрическата индустрия електрически мегават (MWe или MWe) е термин, който се отнася до електрическа мощност, докато топлинният мегават (MWt, MWth, MWt, или MWth) се отнася до произведена топлинна мощност. Понякога същата логика се прилага и към гигавата (GWe).
Така например реактор в Аржентина генерира 2109 MWt топлина, което създава пара, която задвижва турбина, която от своя страна генерира 648 MWe електрическа мощност. Разликите се дължат на неефективност и вследствие на резултатите от цикъла на Карно.